# Gustavo Lins Ribeiro
Gustavo Lins Ribeiro (Recife, Brasil; 1953) es un antropólogo sociocultural latinoamericano especializado en el estudio del transnacionalismo, las migraciones internacionales, la cibercultura y las antropologías mundiales.
En 2018, la International Union of Anthropological and Ethnological Sciences lo nombró miembro honorario. En 2020, recibió el título de Profesor Emérito por la Universidad de Brasilia y, en 2021, la American Anthropological Association le entregó el Franz Boas Award for Exemplary Service to Anthropology, destacando así los “logros extraordinarios que han servido bien a la profesión antropológica”. Entre los investigadores condecorados por esta presea se encuentran: Sidney Mintz (2012), Regna Darnell (2005), Sydel F. Silverman (1999), George W. Stocking, Jr. (1998), Claude Lévi-Strauss (1993), George M. Foster (1980) y Sol Tax (1977), entre otros.

## Biografía
Cursó la licenciatura en Ciencias Sociales (con especialización en Sociología) en la Universidad de Brasilia, obteniendo el grado en 1976. En esa misma institución realizó la maestría en Antropología, presentando la tesis O Capital da Esperança. Brasília, um Estudo sobre uma Grande Obra da Construção Civil, en 1980. En 1988, recibió el grado de doctor en Antropología por la City University of New York con la tesis Developing the Moonland: the Yacyretá Hydroelectric High Dam, Economic Expansion and Integration in Argentina. Entre 1996 y 1998 realizó un postdoctorado en la Johns Hopkins University.
Actualmente se desempeña como profesor-investigador del Departamento de Estudios Culturales de la Universidad Autónoma Metropolitana, Campus Lerma (México) y como investigador senior del Departamento de Antropología de la Universidad de Brasilia (Brasil). Ha impartido cursos en diversas instituciones del mundo, entre las que destacan: Universidad de Brasilia, Universidad Católica de Temuco, Universidad Iberoamericana, École des Hautes Études en Sciences Sociales, University of Cape Town, Universidad del Cauca, Instituto de Desarrollo Económico y Social (IDES), Universidad Nacional de Misiones, Centro de Investigaciones y Estudios Superiores en Antropología Social (CIESAS), Escuela Nacional de Antropología e Historia (ENAH) del Instituto Nacional de Antropología e Historia de México y en la Johns Hopkins University. Es autor y compilador de 23 libros (incluyendo traducciones) y ha publicado más de 130 artículos en numerosas revistas entre las que destacan: American Anthropologist, American Ethnologist, Annual Review of Anthropology, Critique of Anthropology, Current Anthropology, Journal des Anthropologues, Alteridades, Revista Brasileira de Ciências Sociais. Fue presidente de la Associação Brasileira de Antropologia (ABA), de la Associação Nacional de Programas de Pós-Graduação e Pesquisa em Ciências Sociais (ANPOCS), fue fundador y primer presidente del World Council of Anthropological Associations (WCAA) y Vicepresidente de la International Union of Anthropological and Ethnological Sciences (IUAES). Investigador Nacional Emérito del Sistema Nacional de Investigadores del Consejo Nacional de Ciencia y Tecnología (CONACYT).

## Obra

### Libros
- Otras Globalizaciones. Barcelona/Ciudad de México. Gedisa/Universidad Autónoma Metropolitana (Iztapalapa y Lerma). 2018. ISBN 978-607-28-1438-7
- El Capital de la Esperanza. La experiencia de los trabajadores en la construcción de Brasília. Buenos Aires, Argentina. Editorial Antropofagia. 2006. ISBN 978-987-12-3812-5
- Postimperialismo. Cultura y Política en el Mundo Contemporáneo. Barcelona, España. Gedisa Editorial. 2003.  ISBN 978-847-43-2992-6
- Capitalismo Transnacional y Política Hidroenergética en la Argentina. La Represa Hidroeléctrica de Yacyretá. Posadas, Argentina. Editorial de la Universidad Nacional de Misiones.1999.   ISBN 978-987-91-2136-8
- Transnational Capitalism and Hydropolitics in Argentina. Gainesville, Florida. University Press of Florida.1994. ISBN 978-081-30-1280-3

### Libros editados
- La Globalización desde Abajo. La otra economía mundial (organizado con Carlos Alba Vega y Gordon Mathews). Ciudad de México. Colegio de México/Fondo de Cultura Económica. 2015. ISBN 978-607-16-2961-6
- Antropologías del Mundo. Transformaciones disciplinarias dentro de sistemas de poder (organizado con Arturo Escobar), Colección Clásicos y Contemporáneos en Antropología, México, Editorial del CIESAS, segunda edición revisada, 2009. ISBN 978-607-48-6031-3
- La Antropología Brasileña Contemporánea. Contribuciones para un diálogo latinoamericano. Editado con Alejandro Grimson y Pablo Semán. Buenos Aires, Argentina. Prometeo, 2004. ISBN 978-950-92-1779-9

### Artículos
- “Anthropologies Today: Our (Un)Certainties and Utopias”. Indian Anthropologist (New Delhi) 49 (2): 1-21, 2019.
- “The global/local tension in the history of anthropology”. Journal of Global History 14 (3): 375-394, 2019.
- “World Anthropologies: Anthropological Cosmopolitanisms and Cosmopolitics”. Annual Review of Anthropology 43: 483-498, 2014.
- “What is in a copy?”. Vibrant. Virtual Brazilian Anthropology 10 (1): 20-39. 2013.
- “Global Flows of Development Models”. Anthropological Forum 23 (2): 121-141. 2013.
- “The problem of hegemony, flows and equity in world anthropologies”. The e-Journal of the World Anthropologies Network 6: 7-20. 2012.
- “Why (post)colonialism and (de)coloniality are not enough: a post-imperialist perspective”. Postcolonial Studies 14 (3): 285-297, 2011.
- “Non-hegemonic globalizations. Alter-native transnational processes and agents”. Anthropological Theory 9 (3): 1-33, 2009.
- “Economic Globalization from Below”, Etnográfica 10 (2): 233-249, 2006.
- “World Anthropologies: Cosmopolitics for a New Global Scenario in Anthropology”. Critique of Anthropology 26 (4): 363-386, diciembre de 2006.